# Albert Boström
Otto Albert Boström, född 7 maj 1854 i Julita församling, Södermanlands län, död 11 januari 1931 i Floda församling, Södermanlands län, var en svensk folkmusiker och riksspelman.  

## Biografi
Albert Boström föddes 1854 på torpet Trosa (arrende under Gimmersta) i Julita socken. Han deltog vid Riksspelmansstämman på Skansen 1910 och var en av de första tre riksspelmännen i Södermanland, tillsammans med Anders Andersson i Lästringe och Axel Wester i Vingåker. 1924 möte Boström upptecknaren Olof Andersson, som skrev ner nio låtar efter honom, däribland Julita brudmarsch. Boström avled 1931 och begravdes i Floda kyrka, som han i ungdomen varit med och byggt. Under begravningen spelade John Carlö och Gustaf Wetter en nyskriven låt "En spelmans jordafärd" av Eric Öst.